# 武念祖
武念祖（？—？），陕西人，是一名清朝政治人物。
武念祖曾于1822年接替许乃来任上海县知县一职，1824年由吴廷扬接任。